# Múscul masseter
El múscul masseter (musculus masseter) és un dels músculs masticatoris. És especialment potent en els herbívors, en els quals contribueix en l'acció de mastegar les plantes. Es tracta d'un múscul gruixut, una mica quadrilateral, que consta de dues parts: la superficial i la profunda. Les fibres de les dues porcions són contínues en el punt d'inserció. El masseter és de vegades l'objectiu d'operacions de reducció de mandíbula.
La part superficial és la més voluminosa i important de les dues. Té forma de làmina i està en el marge inferior de l'arc zigomàtic. D'aquí neixen fibres carnoses que de manera obliqua i en direcció inferoposterior (cap avall i enrere) arriben fin el lateral de la branca mandibular on s'insereixen directament o per mitjà de tendons.
La part profunda s'origina en el terç posterior de la cara interna de l'arc zigomàtic i en l'aponeurosi del múscul temporal. Des d'aquí les fibres es dirigeixen cap avall i endavant per unir-se al fascicle superficial.
El múscul masseter està innervat per la branca masseterina, branca del maxil·lar inferior que pertany al nervi trigemin. La principal acció és la d'elevar la mandíbula, un paper fonamental en la masticació.

## Imatges

Localització del múscul masseter (en vermell).
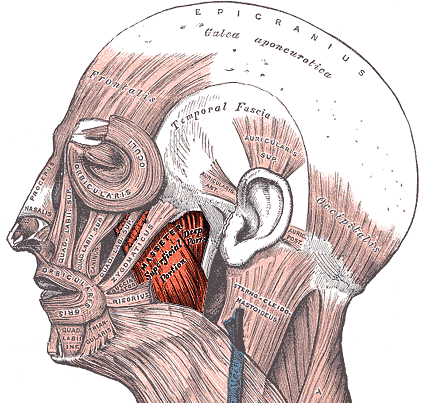
El múscul masseter (en vermell).
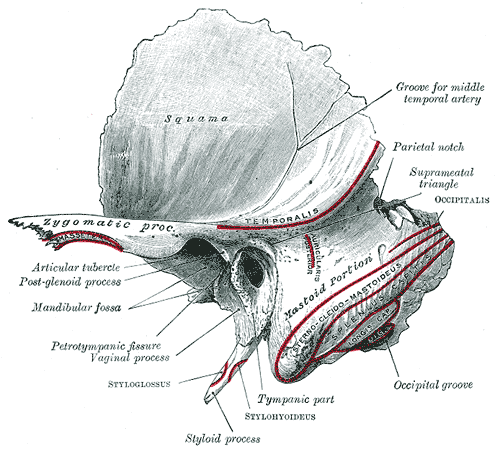
Os temporal esquerre. Superfície externa.
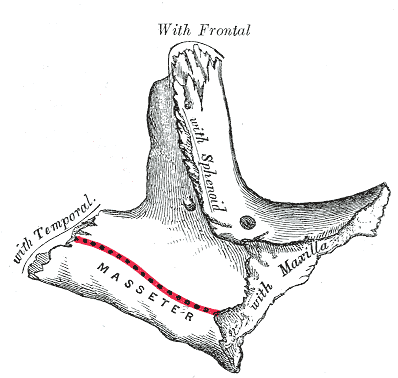
Os zigomàtic esquerre. Superfície externa.
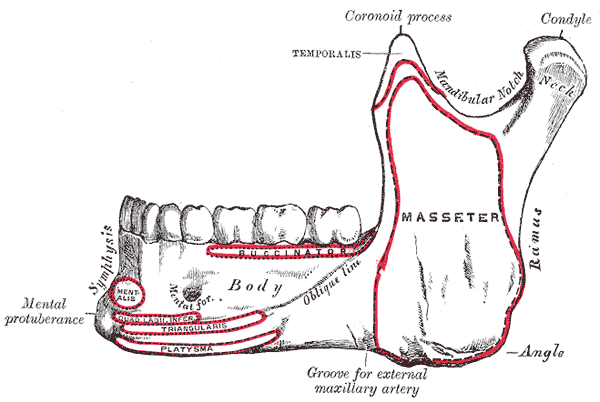
Mandíbula. Superfície externa.